# Saint-Benoît-du-Sault
Saint-Benoît-du-Sault je naselje in občina v srednjem francoskem departmaju Indre regije Centre-Val de Loire. Leta 2016 je naselje imelo 607 prebivalcev.

## Geografija
Naselje leži v pokrajini Berry ob reki Portefeuille, 54 km jugozahodno od Châteaurouxa.

## Uprava
Saint-Benoît-du-Sault je sedež istoimenskega kantona, v katerega so poleg njegove vključene še občine Beaulieu, Bonneuil, Chaillac, La Châtre-Langlin, Chazelet, Dunet, Mouhet, Parnac, Roussines, Sacierges-Saint-Martin, Saint-Civran, Saint-Gilles in Vigoux s 5.313 prebivalci.
Kanton Saint-Benoît-du-Sault je sestavni del okrožja Le Blanc.

## Zanimivosti
- romansko priorstvo, utrjeno v 14. stoletju, francoski zgodovinski spomenik,
- cerkev sv. Benedikta,
- stolp - beffroi,
- dolmen Passebonneau.

## Osebnosti
- Hervé Auguste Étienne Albans Faye (1814–1902), astronom;